# Canadian Vickers Vancouver
Canadian Vickers Vancouver là một loại tàu bay vận tải/tuần tra của Canada trong thập niên 1930, do hãng Canadian Vickers chế tạo.

## Biến thể
- Vancouver I – mẫu thử với động cơ Armstrong Siddeley Lynx IV, 1 chiếc.
- Vancouver II – phiên bản vận tải, dùng động cơ Armstrong Siddeley Lynx IVC, 5 chiếc.
- Vancouver II/SW – phiênb ản trinh sát tuần tra biển vũ trang, dùng động cơ Wright Whirlwind J-6, 1 chiếc hoán cải từ Vancouver II.

## Quốc gia sử dụng
CanadaKhông quân Hoàng gia Canada

## Tính năng kỹ chiến thuật (Vancouver IIS)
Dữ liệu lấy từ RCAF.com
Đặc tính tổng quát
- Kíp lái: 2
- Sức chứa: 7 hành khách
- Chiều dài: 38 ft 3 in (11,66 m)
- Sải cánh: 55 ft 0 in (16,76 m)
- Chiều cao: 15 ft 7 in (4,75 m)
- Diện tích cánh: 818,9 foot vuông (76,08 m2)
- Trọng lượng rỗng: 5.966 lb (2.706 kg)
- Trọng lượng có tải: 10.009 lb (4.540 kg)
- Động cơ: 2 × Armstrong-Siddeley Serval IV , 310 hp (230 kW)  mỗi chiếc

Hiệu suất bay
- Vận tốc cực đại: 174 mph; 280 km/h (151 kn)
- Vận tốc hành trình: 159 mph; 256 km/h (138 kn)
- Trần bay: 4.800 ft (1.463 m)

Vũ khí trang bị

- Súng: 3 súng máy Lewis 0.303-in (7.7-mm) (phiên bản quân sự của Vancouver)
- Bom: 1.000lb (450 kg) bom (phiên bản quân sự của Vancouver)